# Tatarszczyzna (sielsowiet Miasota)
Tatarszczyzna (biał. Татаршчына, ros. Татарщина) – wieś na Białorusi, w obwodzie mińskim, w rejonie mołodeczańskim, w sielsowiecie Miasota.
Znajduje się tu przystanek kolejowy Tatarszczyzna na linii Mińsk - Mołodeczno.
Przed 1939 folwark w Polsce, w województwie wileńskim, w powiecie mołodeczański.